# Parhoplognathus bousqueti
Parhoplognathus bousqueti är en skalbaggsart som beskrevs av Soula 2008. Parhoplognathus bousqueti ingår i släktet Parhoplognathus och familjen Rutelidae. Inga underarter finns listade i Catalogue of Life.